# Bournens
Bournens es una comuna de Suiza perteneciente al distrito de Gros-de-Vaud del cantón de Vaud.
En 2018 tenía una población de 404 habitantes.
Se conoce la existencia de la localidad desde 1184, cuando se menciona en documentos con el nombre de "Brunens" como un asentamiento rural vinculado a un priorato de la abadía de Gran San Bernardo. En la Edad Media dependía originalmente del señorío de Cossonay, pasando posteriormente a tener varios propietarios. A partir de 1536 pasó a depender del bailiazgo de Morges. Hasta la reforma territorial de 2007 pertenecía al distrito de Cossonay.
Se ubica unos 5 km al noroeste de la capital cantonal Lausana, sobre la carretera E23 que lleva a Nancy.